# Шведські прислів'я та приказки
Нижче наведено список шведських прислів'їв та приказок. У дужках переклад або український аналог.

## A
- швед. Alla är vi barn i början. (Усі ми діти спочатку)
- Alla goda ting är tre. (Бог любить трійцю)
- Alla känner apan, men apan känner ingen. (Всі знають мавпу, а мавпа не знає нікого)
- Alla vägar bär till Rom. (Всі шляхи ведуть до Риму)
- Allt är inte guld som glimmar (Не все те золото, що блищить)
- Anfall är bästa försvar. (Найкращий захист — це напад)
- Arga katter får rivet skinn. (У злої кішки вся шкіра подряпана)
- Av barn och dårar får man höra sanningen. (Вустами дитини глаголить істина)
- Av skadan blir man vis. (На помилках вчаться)
- Att skiljas är att dö en smula. (Розставання — маленька смерть)

## B
- швед. Bättre fly, än illa fäkta (Краще втекти, ніж погано фехтувати)
- Bättre sent, än aldrig (Краще пізно, ніж ніколи)
- Bättre stämma i bäcken, än i ån (Краще переходити струмок, ніж річку)
- Bättre tiga, än illa tala (Краще мовчати, ніж зле говорити)
- Berget födde en råtta (Гора народила мишу)
- Blind höna finner också ett korn (Сліпа курка теж знаходить зернятко)
- Blod är tjockare, än vatten (Кров густіше води)
- Borta bra men hemma bäst (В гостях добре, а вдома краще)
- Borta ur ögat, borta ur sinnet (З очей геть, і з серця геть)
- Bränt barn skyr elden (Обпікшись дитина боїться вогню)

## D
- швед. Daggen faller både på lort och lilja (Роса лягає і на бруд, і на лілеї)
- Där vinet går in går vettet ut (Вино входить — розум виходить)
- Delad glädje, dubbel glädje delad sorg, halv sorg (Розділене горе — це половина горя, а розділена радість — це подвійна радість)
- Den ena är inte bättre, än den andra (Одне не краще за інше; хрін редьки не солодший)
- Den enes död, den andres bröd (Смерть одного — хліб для іншого)
- Den som gapar efter mycket mister ofta hela stycket (За весь хапатися — все втратити)
- Den som gräver en grop åt andra faller ofta själv däri (Не рий яму іншому — сам в неї потрапиш)
- Det som göms i snö, kommer upp i tö (Що ховається під снігом, з'являється у відлигу; шила в мішку не сховаєш)
- Den som lever får se (Поживемо — побачимо)
- Den som sover syndar icke (Хто спить — не грішить)
- Den som spar han har (Той, хто береже, той має)
- Den som tiger han samtycker (Мовчання — знак згоди)
- Den som vågar, han vinner (Хто ризикує, той перемагає)
- Den som väntar på något gott väntar aldrig för länge (Хто чекає щось добре, ніколи не чекає занадто довго)
- Den som viskar han ljuger (Хто шепоче, той бреше)
- Det är bäst att sova på saken (Ранок вечора мудріший)
- Det är en ond cirkel (Це порочне коло)
- Det är inget ont som inte har något gott med sig (Немає лиха без добра)
- Det är klart som dagen (Ясно як у день)
- Det är mänskligt att fela (Людині властиво помилятися)
- Det är skillnad på folk och fä (Люди діляться на людей й нелюдів)
- Det är skillnad på folk och folk (Всі люди різні)
- Det är undantaget som bekräftar regeln (Виняток підтверджує правило)
- Det man inte har i huvudet får man ha i benen (Дурна голова ногам спокою не дає)
- Det som är förlorat är förlorat (Що втрачено, то втрачено; що з возу впало, те пропало)
- Det var droppen som fick bägaren att rinna över (Це була остання крапля, що переповнила чашу)
- Det var tur i oturen (Удача в невдачі; не було б щастя, так нещастя допомогло)
- Droppen urholkar stenen (Крапля камінь точить)

## E
- швед. Egen härd är guld värd (Своє вогнище — золоте; в гостях добре, а вдома краще)
- En fluga gör ingen sommar (Одна муха літа не робить; одна ластівка весни не робить)
- En svala gör ingen sommar (Одна ластівка літа не робить)
- En kedja är inte starkare, än sin svagaste länk (Ланцюг не міцніше своєї найслабшої ланки; де тонко, там і рветься)
- En mager förlikning är bättre, än en fet process (Поганий мир кращий за добру сварку)
- En olycka kommer sällan ensam (Біда рідко приходить одна; прийшла біда — відчиняй ворота)
- En sund själ i en sund kropp (В здоровому тілі здоровий дух)
- En varg förblir en varg, hur man, än behandlar honom (Вовк залишається вовком, як би добре за ним не доглядали; як вовка не годуй, він все в ліс дивиться)
- Enighet ger styrka (Сила в єдності; один в полі не воїн)
- Ett gott samvete är bästa huvudkudden (Чиста совість — найкраща подушка)
- Ett mjukt svar stillar vrede (Лагідна відповідь відвертає гнів)

## F
- швед. Fattig som en kyrkråtta (Жебручий, як церковна миша)
- Fattigdom är ingen skam (Жебрацтво не порок)
- Förbjuden frukt smakar bäst (Заборонений плід солодкий)
- Först till kvarn får först mala (Хто перший прийшов, той перший і намолов)
- Friskt vågat, hälften vunnet (Сміливий початок — половина перемоги)
- From som ett lamm (Лагідний, як ягня; тихіше води, нижче трави)
- Fyra ögon ser bättre, än två (Чотири ока бачить краще, ніж два; розум добре, а два краще; одна голова — добре, а дві — краще)

## G
- швед. Gammal kärlek rostar aldrig (Стара любов ніколи не іржавіє; старий друг краще нових двох)
- Genom sig själv känner man andra (Пізнаючи себе, пізнаєш інших)
- Genvägar är senvägar (Найкоротший шлях довший)
- Girigheten har ingen botten (У жадібності немає дна)
- Gjort är gjort (Що зроблено те зроблено; минулого не повернеш)
- Glömma och förlåta (Забудь і прости)
- Gräset är alltid grönare på andra sidan (Трава завжди зеленіша з іншого боку; там добре, де нас немає)
- Gud hjälper den som hjälper sig själv (Бог допомагає тим, хто допомагає собі сам)
- Gud tar och gud ger (Бог бере і Бог дає; Бог дав, Бог взяв)
- Gyllene betsel gör inte hästen bättre (Золота збруя не робить коня кращим)

## H
- швед. Hämnden är ljuv (Помста солодка)
- Han har en räv bakom örat (У нього лисиця за вухом; він сам собі на умі)
- Han har satt sin sista potatis (Він посадив свою останню бульбу)
- Han vänder kappan efter vinden (Він тримає вітрило за вітром; плисти за течією)
- Här ligger en hund begraven (Ось де собака зарита)
- Har man sagt A, måste man säga B (Сказав «А», повинен сказати «Б». Назвався грибом — лізь у кошик)
- Har man tagit fan i båten får man ro honom i land (Взяв чорта на борт, вези його до берега; взявся за гуж, не говори, що не дужий)
- Hjälp dig själv, så hjälper dig Gud (Допоможи собі сам, тоді Бог допоможе тобі; на Бога надійся, а сам не зівай)
- Hoppet är det sista som lämnar människan (Надія помирає останньою)
- Hungern är den bästa kryddan (Голод — найкраща приправа)

## I
- швед. I dag röd i morgon död (Сьогодні здоровий, завтра мертвий; сьогодні вінчався, а завтра помер)
- I krig och kärlek är allting tillåtet (На війні й в коханні всі засоби дозволені)
- I mörkret är alla katter grå (Вночі всі кішки сірі)
- Ingen kan allt, men alla kan något (Ніхто не знає все, але всі знають небагато)
- I nöden prövas vännen (Друзі пізнаються в біді)
- Ingen är utan fel (Всі ми не без гріха)
- Ingen rök utan eld (Нема диму без вогню)
- Ingen ros utan tornen (Немає троянди без шипів)
- Inget nytt under solen (Ніщо не вічне під місяцем)

## J
- швед. Ju fler, desto roligare (Чим більше тим краще)
- Ju flera kockar, dess sämre soppa (Чим більше кухарів, тим гірше юшка; у семи няньок дитя без ока)

## K
- швед. Kaka söker maka (Печиво шукає дружину; два чоботи пара)
- Kalla händer varmt hjärta (Холодні руки — гаряче серце)
- Kärt barn har många namn (У милої дитини багато імен)
- Kasta inte sten i glashus (Не кидайте каміння в скляному будинку)
- Kläderna gör mannen (Одяг робить людину; пана видно по халявах)
- Kommer dag, kommer råd (Прийде день, прийде відповідь)
- Kommer tid, kommer råd (Прийде час, прийде відповідь; ранок вечора мудріший)

## L
- швед. Lat skräddare tar lång tråd (Лінивий кравець бере довгу нитку; довга нитка — ледача швачка)
- Lika barn leka bäst. (Схожі діти грають краще)
- Lätt fånget, lätt förgånget (Дешево дісталося, легко загубилося)
- Lite hjälp är mer, än ingen hjälp (Невелика допомога краще, ніж жодної допомоги)
- Liten hjälp är också hjälp (Маленька допомога теж допомога)
- Liten men naggande god (Маленький, але хороший)
- Liten tuva stjälper ofta stort lass (Маленька перепона великий віз може зламати)
- livet är ingen dans på rosor (Життя — це не лише танок на трояндах)
- Lyckan står den djärve bi (Удача супроводжує сміливих)

## M
- швед. Man är sig själv närmast (Усякий сам собі ближче; своя сорочка ближче до тіла)
- Man dör bara en gång (Людина може померти тільки один раз)
- Man får ta seden dit man kommer (У чужий монастир зі своїм статутом не ходять)
- Man hör vad man vill höra (Людина чує те, що хоче почути)
- Man kan inte både äta kakan och ha den kvar (Один пиріг два рази не з'їси)
- Man kan inte lära gamla hundar att sitta (Старих псів сидіти не вчать)
- Man lär av misstagen (На помилках вчаться)
- Man lär så länge man lever (Скільки людина живе, стільки і вчиться; вік живи вік учись)
- Man lever bara en gång (Живеш тільки раз)
- Man måste lära sig krypa innan man kan gå (Людина повинна навчитися повзати перш, ніж почне ходити)
- Man måste smida medan järnet är varmt (Куй залізо поки гаряче)
- Man ska inte dra allt över en kam (Не рівняйте всіх під один гребінець)
- Man ska inte flyga högre, än vingarna bär (Не треба літати вище, ніж можуть підняти крила)
- Man ska inte gråta över spilld mjölk (Немає сенсу плакати над розлитим молоком)
- Man ska inte skåda given häst i munnen (Дарованому коневі в зуби не заглядають)
- Man skall inte dra allt över en kam (Не рівняйте всіх під один гребінець)
- Man skall inte döma hunden efter håren (Не оцінюйте пса за його хутром)
- Man skall inte kasta sten när man sitter i glashus (Не кидайте каміння в скляному будинку)
- Man skall inte kasta ut barnet med badvattnet (Не слід дитину разом з водою вихлюпувати з ванни)
- Man skall inte köpa grisen i säcken (Не купуйте порося в мішку; не купуйте кота в мішку)
- Man skall inte såga av den gren man själv sitter på (Не пили гілку, на якій сидиш)
- Man skall inte sälja skinnet förrän björnen är skjuten (Не вбивши ведмедя, шкури не продавай)
- Man skall inte spilla krut på döda kråkor (Не треба витрачати порох на мертвих ворон; не розкидувати перли перед свинями)
- Man skall tala med bönder på bönders språk och med lärde män på latin (Говоріть з селянами на мові селян, а з вченими на латині)
- Man tar vad man har (Використовуйте те, що є; на безриб'ї і рак — риба)
- Många bäckar små gör en stor å (Багато маленьких струмків створюють велику річку; з миру по нитці — голому сорочка)
- Människan spår, Gud rår (Людина припускає, а Бог править)
- Morgonstund har guld i mun (Ранковий час обдаровує золотом нас; хто рано встає тому Бог дає)

## N
- швед. När det regnar välling har den fattige ingen sked. (Коли йде дощ з каші, у жебрака немає ложки)
- När djävulen blir gammal blir han präst (Коли чорт старіє, він стає священиком)
- När kanonerna talar, tiger pratmakarna (Коли гармати говорять, балакуни мовчать)
- När katten är borta dansar råttorna på bordet (Коли кота немає вдома, миші танцюють на столі)
- När man talar om trollen står de i farstun (Коли говорять про тролів, вони з'являються в сінях)
- Nöden är uppfinningarnas moder (Необхідність — мати винаходів)
- Nöden har ingen lag (Нужденність закону не знає)
- Nya kvastar sopar bäst (Нова мітла по-новому мете)

## O
- швед. Också väggarna har öron (І стіни мають вуха)
- Om en blind leder en blind, så faller de båda i gropen (Якщо сліпий веде сліпого, обидва падають в яму)
- Ont ska med ont fördrivas (Біль усувається болем; клин клином вибивають)

## P
- швед. På höga stolar sitter man inte säkert (Небезпечно сидіти на високих стільцях)
- På rullande sten växer ingen mossa (Камінь, що котиться — мохом не обростає)
- Pengar växer inte på träd (Гроші не ростуть на деревах)
- Peppar, peppar, ta i trä (Постукати по дереву)
- Prisa ej dag förrän sol gått ner (Не хвали день до заходу)

## R
- швед. Rom byggdes inte på en dag (Рим будувався не за один день)
- Ropa inte hej, förrän du är över bäcken (Не кричи гей, поки ти над струмком; не кажи гоп, поки не перестрибнеш)

## S
- швед. Små grytor har också öron (У маленьких горщиків теж є вуха)
- Så länge det finns liv finns det hopp (Поки є життя, є надія)
- Så säkert som amen i kyrkan (Також надійно, як амінь в церкві; як двічі два — чотири)
- Sådan herre, sådan dräng (Який господар, такий і наймит; який піп, такий і прихід)
- Sådan herre, sådan hund (Який господар, такий і пес)
- Sakta men säkert (Повільно, але вірно)
- Sälja skinnet innan björnen är skjuten (Ділити шкуру не вбитого ведмедя)
- Sätt inte allt på ett kort (Не став все на одну карту; не складати все в одну корзину)
- Själv är bästa dräng (Кожен сам собі найкращий слуга)
- Skåda inte en given häst i munnen (Дарованому коневі в зуби не дивляться)
- Skenet bedrar (Зовнішність оманлива)
- Skrattar bäst som skrattar sist (Добре сміється той, хто сміється останнім)
- Slå in öppna dörrar (Ломитися у відчинені двері)
- Slå två flugor i en smäll (Одним ударом вбити двох мух; вбити двох зайців одним пострілом)
- Små smulor är också bröd (Маленькі крихти теж хліб)
- Som de gamla sjunger, så kvittra de unga (Як старі співають, так щебечуть молоді)
- Som man bäddar får man ligga (Як постелиш, так і поспиш; сам заварив кашу, сам і сьорбай)
- Som man ropar i skogen, får man svar (Як гукнеться, так і відгукнеться)
- Som man sår, får man skörda (Що посієш, те й пожнеш)
- Stor i orden, liten på jorden (Великий на словах, маленький в справах)
- Svepningen har inga fickor (У савана немає кишень)

## T
- швед. Tala är silver, tiga är guld (Слово — срібло, а мовчання — золото)
- Tiden läker alla sår (Час лікує всі рани)
- Tiga är guld (Мовчання — золото)
- Tomma tunnor skramlar mest (Порожні діжки гримлять голосніше)
- Trägen vinner (Наполегливий виграє; терпіння й труд все перетруть)
- Tre är en för mycket (Третій зайвий)

## U
- швед. Ur askan i elden (З попелу в вогонь)
- Utseendet bedrar (Зовнішність оманлива)

## V
- швед. Vanan är andra naturen (Звичка — друга натура)
- Varav hjärtat är fullt, därav talar munnen (У кого що болить, той про те і говорить)
- Verket prisar mästaren (Справа вихваляє майстра. Справа майстра боїться)
- Väck inte den björn som sover (Не буди сплячого ведмедя; не буди лихо, поки воно спить тихо)
- Vägen till mannens hjärta går genom magen (Шлях до серця чоловіка лежить через його шлунок)

## Ä
- швед. Ärlighet varar längst (Чесність триває найдовше; хто чесно живе, той довше проживе)
- Även små grytor har öron (Навіть у маленьких горщиків є вуха)
- Även de bästa kan göra misstag (Навіть найкращі роблять помилки)
- Även en blind höna finner ett korn (Навіть сліпа курка знайде зерно)
- Även mästaren kan fela (Навіть майстер може помилятися)
- Även solen har sina fläckar (І на сонці є плями)
- Ändan kröner verket (Кінець — справі вінець)
- Äpplet faller inte långt från trädet (Яблуко від яблуні недалеко падає)

## Ö
- швед. Öga för öga, tand för tand (Око за око, зуб за зуб)
- Övning ger färdighet (Повторення — мати навчання)